# 桧野真奈美

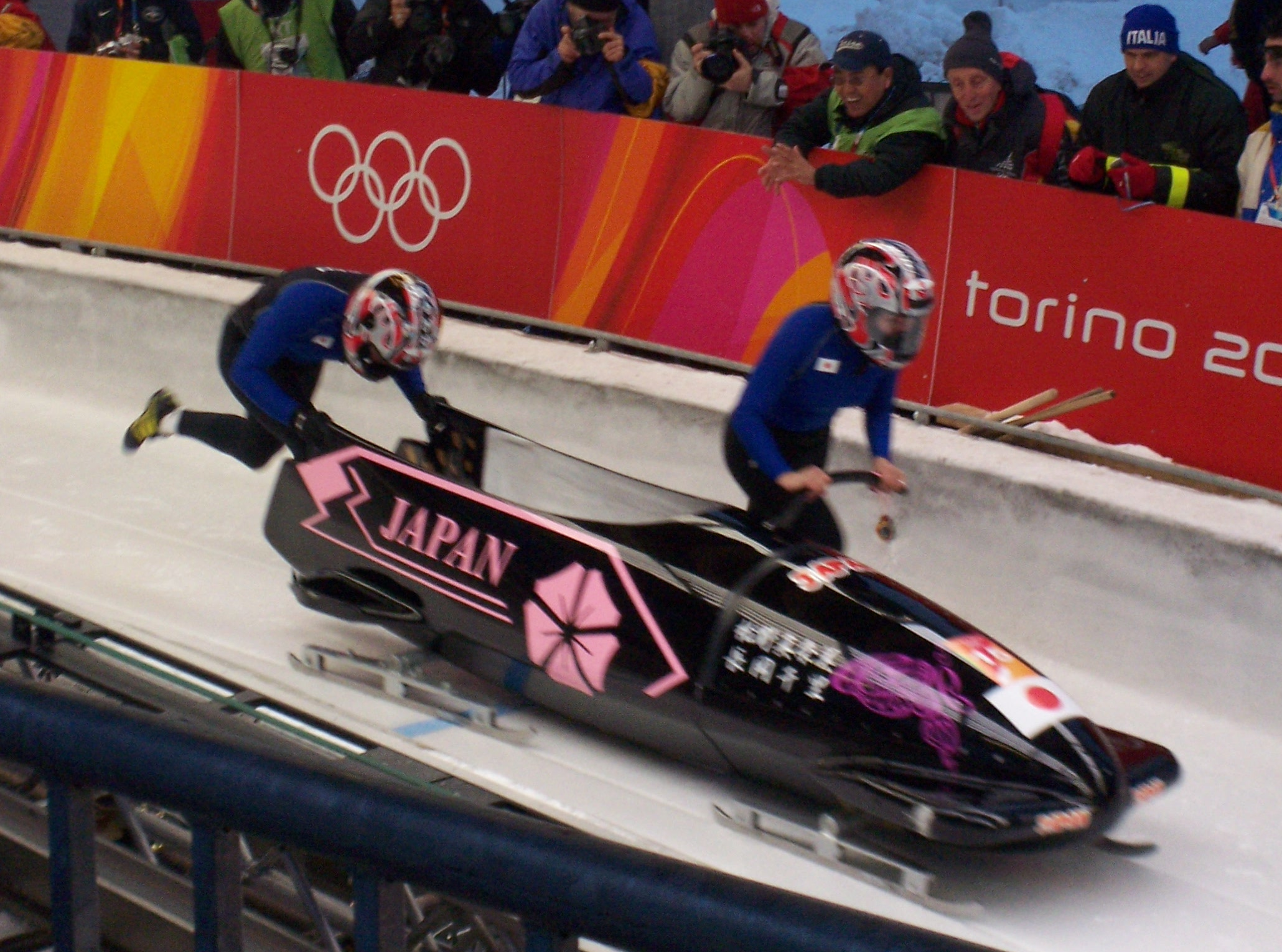
2006年トリノ冬季オリンピックにおける長岡千里と日野真奈美

桧野真奈美 (ひの まなみ、1980年1月8日 - ) は、日本のボブスレー選手である。社会医療法人北斗、北斗病院（北海道帯広市）所属。

## 人物・来歴
北海道出身。帯広市立森の里小学校、帯広市立緑園中学校時代は、スピードスケートの選手。オリンピック選手も輩出しているスケートクラブに在籍し自身も高いレベルにいた。全国大会での入賞経験も持つ。北海道帯広南商業高等学校進学後は陸上競技に取り組み、中距離（800m）、投擲を中心に多数の種目で活動。高校3年生の春、体育の授業のマット運動で、回転しすぎて膝が逆に曲がり、右膝前十字靭帯を断裂。陸上競技の選手生命を断たれる。
北海道女子短大（現北翔大学短期大学部）2年生のとき、選手発掘テストに参加。バランスのとれた高い身体能力が評価されボブスレーのパイロットとなる。2002年ソルトレークシティオリンピック出場権を得て、日本女子初の五輪代表となる。しかし大会開始直前に選手団の人数調整のため出場は白紙となった。その後、2002年2月に右膝前十字靭帯を断裂し、数度の手術と長期リハビリを経て復帰。現在も検査が欠かせない。
2006年、トリノオリンピックでは出場枠の関係で出場が危ぶまれたが、最終的に長岡千里と共に出場。アジア女子初、日本女子初の五輪出場である。オランダチーム及び　オランダ人コーチのRob Geurtsからサポートを受け、技術が著しく向上した。
2010年、バンクーバーオリンピックに浅津このみと共に出場が決定。和服の女性や富士山、桜の花などを鮮やかにあしらったそりが海外メディアや選手の間で美しいと評判になった。日本ボブスレー・リュージュ連盟に費用が無いため、ドイツ製のソリ購入費、ペイント費用共に桧野の自前である。世界最小ボブスレー選手としても注目を集めた。海外遠征転戦などの活動資金を集めるため、自ら企画書を作成し全国へ営業へ行き、スポンサー契約を結び年間1000万円以上する活動費を捻出していた、マネージメントもするバイタリティ溢れるアスリートである。国内練習拠点は地元の帯広の他、札幌・東京・長野など。自らオランダチームに交渉し、オランダチームと共にオランダでトレーニングも長年積んだ。
2010年のバンクーバーオリンピック後は、日本にて後継者、若手選手の育成、講演活動、スポーツ教室に力を注ぐ。海外での実践勉強も重ね、語学の勉強にも力を入れている。同年12月、著書『ゆっくりあきらめず夢をかなえる方法』（ダイヤモンド社）を出版。素直に今までの苦労、経験を語っている。
2015年4月から、早稲田大学大学院スポーツ科学研究科修士課程でトップスポーツマネージメントを専攻し、2016年3月に修了した。
JFA（日本サッカー協会）こころのプロジェクト「夢の教室」、スポーツこころのプロジェクト「笑顔の教室」の夢先生として活動している。日本サッカー協会の100周年式典で功労表彰を受賞。
第3期WABN（The EY Women Athletes Business Network　本部：サンフランシスコ）メンタリングプログラムの世界エリートアスリートの25人（アジアから唯一、日本人は二人目）に選出され、1年間のプログラムを修了。（2017年12月）
特技は15年以上習っていたピアノ。グレード検定も取得済。青年版国民栄誉賞、日本人間力大賞。日本人間力開発協会理事長賞特別賞受賞。帯広市スポーツ賞、帯広市スポーツ奨励賞。
日本オリンピック委員会のナショナルコーチアカデミー（平成24年度）、国際養成人アカデミー（平成25年度）修了。料理好きでアスリートフードマイスター2級。
2022年11月、上林功と結婚。

## 主な成績
- 2006年トリノオリンピック（ イタリア） - 15位
- 2010年バンクーバーオリンピック（ カナダ） - 16位
- ボブスレー・ワールドカップ - 13位（2003年レークプラシッド大会、2009年1月サンモリッツ大会）
- ヨーロッパカップ - 8位（2007年1月、ウィンターベルグ大会）
- アメリカンズカップ - 4位（カルガリー大会）
- アメリカンズカップ - 6位（パークシティ大会）
- 全日本ボブスレー選手権大会 - 2002年から8連覇中。